# Pigen Holly
Pigen Holly (Breakfast at Tiffany's) er en amerikansk komedie fra 1961 instrueret Blake Edwards med Audrey Hepburn i titelrollen. Filmen er baseret på en lang novelle af Truman Capote, og den kendes også for sangen Moon River af Henry Mancini, sunget af Hepburn.

## Handling
Filmen handler om Holly Golightly (Audrey Hepburn), som altid er ude af sig selv. Hun havde en stabil barndom og blev gift som 14-årig, brød ud af ægteskabet og flyttede til Hollywood for at starte en filmkarriere, inden hun flytter fra Hollywood til New York City. Selvom hendes levebrød i New York aldrig er blev beskrevet tydeligt, antydes det, at hun enten er callgirl, eller at hun lever af at date velhavende mænd. Hun får blandt andet $100 om ugen for at give kodede beskeder for en mafiaboss.
Holly møder forfatteren Paul (George Peppard), der har svært ved at finde inspirationen, men klarer sig for de penge, hans velhavende elskerinde (Patricia Neal) giver ham. Paul fascineres af Hollys livsstil, men forsøger også at hjælpe hende på rette vej. 

## Roller
- Audrey Hepburn som Holly Golightly
- George Peppard som Paul "Fred" Varjak
- Patricia Neal som Mrs. Failenson
- Buddy Ebsen som Doc Golightly
- Martin Balsam som O.J. Berman
- Mickey Rooney som Mr. Yunioshi

## Nomineringer
Filmen blev nomineret til flere Oscar-priser, herunder Oscar for bedste kvindelige hovedrolle til Hepburn, men modtog ingen af priserne.
Til gengæld modtog John Addison Grammy Award for bedste sang skrevet til en film samt WGA for bedste amerikanske drama til George Axelrod.